# Асунсан, Паулу
Па́улу Асунса́н да Си́лва (порт.-браз. Paulo Assunção da Silva; 25 января 1980, Варзеа-Гранди), в русскоязычных источниках распространено именование Пауло Ассунсао — бразильский футболист, опорный полузащитник.

## Карьера
Паулу Асунсан — воспитанник клуба «Палмейрас», он в возрасте 20 лет уехал в Португалию, в клуб «Порту», но там играл лишь за вторую команду клуба. Вернувшись из Португалии в «Палмейрас», Асунсан провёл в клубе два года, прежде чем снова попробовать свои силы в португальском первенстве, в клубе «Насьонал» из Фуншала, в котором Асунсан дебютировал 23 января 2003 года в матче с клубом «Виктория» Гимарайнш, который завершился нулевой ничьей. После двух удачных сезонов в «Насьонале», Асунсан вновь перешёл в «Порту», но перед началом первого сезона был отдан в аренду в клуб АЕК, но по окончании сезона, в июне, вернулся в «Порту», с которым, уже игроком основного состава выиграл три чемпионата Португалии, правда первый сезон получился скомканным из-за травмы левой ноги.
6 июля 2008 года Асунсан перешёл в «Атлетико Мадрид», воспользовавшись 17-й статьёй из трансферного регламента ФИФА, согласно которой, игрок старше 28 лет, отыгравший за клуб более 3-х лет, вправе в одностороннем порядке разорвать контракт с клубом.
2 октября 2010 года Асунсан продлил контракт с «Атлетико» до 2013 года.
20 июля 2012 года игрок подписал контракт с клубом «Сан-Паулу» сроком до конца сезона 2012.

## Личная жизнь
Сын Паулу, Густаву, также является профессиональным футболистом.

## Достижения
- Чемпион Португалии (3): 2005/06, 2006/07, 2007/08
- Обладатель Кубка Португалии: 2005/06
- Обладатель Суперкубка Португалии: 2005
- Победитель Лиги Европы (2): 2009/10, 2011/12
- Победитель Суперкубка УЕФА (1): 2010
- Обладатель Южноамериканского кубка (1): 2012